# 미완성을 위한 연가
《미완성을 위한 연가》는 1987년 1월 5일, 도서출판 나남에서 발행한 시인 김승희의 세 번째 시집이다.
《왼손을 위한 협주곡》을 쓸 당시 나는 절박한 순정 하나만을 가지고 삶과 죽음과 세상에 항거하였다. 그러나 더욱 오래, 더욱 깊은 시를 쓰기 위해선 절박한 순정 이외의 것이 더 필요하다는 것을 《왼손을 위한 협주곡》이후 나는 절실히 느끼고 있었다. 글쎄, 아이러니나 파라독스와 같은 질긴 정신의 힘이 필요하지 않겠는가? 그렇지 않으면 시인은 부나비처럼 삶에 삼켜지고 말 것이다. <왼손의 광기>에서 <오른손의 슬픔>으로-. 그 동안의 내 삶의 궤적을 이렇게 부를 수 있을까? 물론 《왼손을 위한 협주곡》과 이 시집 사이엔 나의 철저한 자기 해부적 산문집인 《33세의 팡세》가 있다. 왼손의 광기에서 오른손의 슬픔으로 오기 위해 나는 반드시 《33세의 팡세》를 거쳐왔어야 했던 것이다. 광기의 마녀적 탕진, 생명의 초현실적 남용, 그리고 극단적인 자기 파괴의 끝에 새로운 생성으로서의 오른손의 슬픔은 오는 것이었다. 나의 시는 아직도 '내 몸에 깃든 악귀를 쫓으려는 엑소시즘(Exorcism)'이며, 시인이란 아무래도 카인의 양녀와 같다는 생각을 지울 수가 없다. 삶의 미완성에 크게 저항하는 그만큼 시의 密敎(밀교)는 융성해지는 것이기에.— 김승희 시인, 자서(自序)

저 몰이해한 이른바 순수시 말류들의 반시적 작태나 또 시 이전의 진술에 불과했던 이른바 사회시 아류들이 횡행하는 이 마당에, 시의 본래적 사명인 문학적 공감과 예감의 재확인을 하고 있는 점은, 앞으로 우리들의 눈물겨운 모국어시가 헤쳐갈 전도를 지시하는 방향의 한 증표가 될 수 있다는 점에서, 이번의 김승희 시집은 관행적인 시집 발간과는 판이한 특별한 의의가 있다고 하겠다. 작품의 곳곳에서 절규하는 원형적인 위기의식이나 삶의 벼랑끝에 서 있는 자만이 볼 수 있는 생애의 정체의 모습은 비장한 祭儀(제의)의 謝肉(사육)처럼 처절하고 찬란하다.— 오탁번 시인, 해설

## 추가 문헌
- 김승희 (1983년). 《《왼손을 위한 협주곡》》.